# Accolade (bedrijf)
Accolade was een bedrijf in de jaren 80 en 90 dat videospellen ontwikkelde en op de markt bracht. Accolade werd in 1984 opgericht door Alan Miller en Bob Whitehead en werd in 1999 overgenomen door Infogrames Entertainment SA.
Accolade ontwikkelde in de jaren 80 spellen voor verschillende homecomputers, waaronder de Commodore 64, de Atari 400 en 800, de Amiga en de Apple II. Toen de homecomputer minder populair werd richtte Accolade zich meer op de PC en spelcomputers zoals de NES.
Aanvankelijk bracht het bedrijf enkel spellen uit die ze zelf ontwikkeld hadden. Later, in de jaren 90, brachten ze voornamelijk spellen uit die door andere ontwikkelaars geproduceerd waren.
In de jaren 90 had het bedrijf steeds minder succes en in 1999 werd het opgekocht door de Franse speluitgever Infogrames. Het kantoor van Accolade in San José (Californië) werd verplaatst naar Los Angeles en samengevoegd met Infogrames' overige onderdelen. Hiermee hield Accolade op te bestaan.
Accolade heeft een aantal zeer succesvolle spellen uitgegeven, waarvan Test Drive (1987) een van de meest bekende is. Test Drive was het eerste spel in de succesvolle Test Drive-serie, waarin nog steeds regelmatig nieuwe spellen worden uitgegeven door Infogrames. Het laatste spel in de serie van Accolade was Test Drive 5 (1998).

## Computerspellen
Accolade heeft veel computerspellen gemaakt:
- 4th & Inches 1987
- 4th & Inches Team Construction Disk 1988
- Accolade Comics  1987
- Accolade In Action  1990
- Ace of Aces 1986
- Altered Destiny 1990
- Anatomic Man 1988
- Apollo 18: Mission to the Moon 1987
- Ballz 1994
- Bar Games 1989
- Barkley Shut Up and Jam! 1994
- Battle Isle 2 (PC) 1993
- Big Air (PlayStation) 1998
- Bill and Ted's Excellent Adventure 1991
- Blue Angels: Formation Flight Simulation 1989
- Brett Hull Hockey 95 1994
- Bubble Ghost 1987
- Bubsy 3D: Furbitten Planet 1996
- Bubsy II 1994
- Bubsy in: Claws Encounters of the Furred Kind 1993
- Bubsy in: Fractured Furry Tales 1994
- Card Sharks 1987
- The Cardinal of the Kremlin 1990
- Combat Cars (Sega Mega Drive/Genesis) 1994
- Cyclemania (PC) 1994
- The Cycles: International Grand Prix Racing 1989
- The Dam Busters 1984
- Day of the Viper 1989
- Deadlock: Planetary Conquest (PC) 1996
- Deadlock II: Shrine Wars (PC) 1998
- Don't Go Alone 1989
- Double Dragon (Sega Mega Drive/Genesis) 1992
- The Duel: Test Drive II 1989
- Elvira: Mistress of the Dark 1990
- Elvira II: The Jaws of Cerberus 1991
- Eradicator (PC) 1996
- Fast Break 1988
- Fight Night 1985
- Fireteam Rogue unreleased
- The Game of Harmony 1990
- The Games: Summer Challenge 1991
- The Games: Winter Challenge 1992
- Grand Prix Circuit 1988
- Grand Prix Unlimited 1992
- Gunboat 1990
- HardBall! 1985
- HardBall II 1989
- HardBall III 1992
- HardBall 4 1994
- HardBall 5 1995
- HardBall 6 1998
- HardBall 6 - 2000 Edition 1999
- Heat Wave 1989
- Hoverforce 1990
- Ishido: The Way of Stones 1990
- Jack Nicklaus 4 1997
- Jack Nicklaus 5 1998
- Jack Nicklaus Golf & Course Design: Signature Edition 1992
- Jack Nicklaus' Greatest 18 Holes of Major Championship Golf 1988
- Jack Nicklaus' Unlimited Golf & Course Design 1990
- Killed Until Dead 1986
- Law of the West 1985
- Les Manley in: Lost in L.A. 1992
- Les Manley in: Search for the King 1990
- Mean 18 1986
- Mike Ditka Power Football 1991
- Mini-Putt 1987
- Pelé II: World Tournament Soccer 1994
- Pinball Wizard 1987
- PO'ed 1995
- Power at Sea 1987
- Powerboat 1990
- Pro Sport Challenge 1991
- Project: Space Station 1985
- Psi-5 Trading Company 1986
- Rack 'Em 1988
- Redline 1999
- Road & Car 1991
- Serve & Volley 1988
- Slave Zero (PC, Dreamcast) 1999
- Snoopy's Game Club 1992
- Speed Racer
- Speed Racer in The Challenge of Racer X
- Star Control 1990
- Star Control II 1992
- Star Control 1 & 2 CD Compendium
- Star Control 3 1996
- Star Control Collection
- Steel Thunder 1988
- Stratego 1991
- Strike Aces 1990
- SunDog: Frozen Legacy
- Super Bubsy
- Test Drive 1987
- Test Drive II: The Duel 1989
- Test Drive II Car Disk: Musclecars 1989
- Test Drive II Car Disk: The Supercars 1989
- Test Drive II Scenery Disk: California Challenge 1990
- Test Drive II Scenery Disk: European Challenge 1990
- Test Drive II: The Collection 1991
- Test Drive III: The Passion 1992
- Test Drive 4 (PlayStation, PC)
- Test Drive 5 (PlayStation, PC)
- Test Drive 6 (PlayStation, PC)
- Test Drive: Off-Road
- Test Drive: Off-Road 2
- Test Drive: Off-Road 3
- The Third Courier 1990
- TKO 1988
- The Train: Escape to Normandy 1987
- Turrican (Mega Drive/Genesis, TG-16, Game Boy) 1991
- Universal Soldier (Mega Drive/Genesis, Game Boy) 1992
- Unnecessary Roughness
- Unnecessary Roughness '95 (PC, Mega Drive/Genesis)
- Unnecessary Roughness '96 (PC)
- Waxworks (Amiga, DOS) 1993
- Warp Speed (Mega Drive/Genesis)
- Winter Challenge
- Zero Tolerance (Mega Drive/Genesis)
- Zyconix 1992